# Стешицы
Стешицы (бел. Сцешыцы) — агрогородок в Вилейском районе Минской области Белоруссии, в составе Людвиновского сельсовета. До 2013 года был центром Стешицкого сельсовета, после его упразднения присоединён к Людвиновскому. Население 428 человек (2009).

## География
Агрогородок Стешицы находится в 8 км к востоку от центра сельсовета агрогородка Людвиново и в 33 км к северо-востоку от центра города Вилейка. Стешицы расположены рядом с границей Логойского района на правом берегу реки Вилии неподалёку от впадения в неё речки Сластовки. Связаны местными дорогами с Людвиновым, Долгиновым и окрестными деревнями.

## История
Ранее здесь существовала деревня Спас, в которой в 1786 году был построен костёл. После подавления восстания 1863 года он был переделан в православную церковь.
После подписания Рижского мирного договора (1921) край оказался в составе межвоенной Польши, был образован Вилейский повет Новогрудского воеводства, а с 1926 года Виленского воеводства. Храм был возвращён католикам.
Во время Великой Отечественной войны деревня Спас был полностью уничтожена, её бывшая территория вошла в состав соседнего села Стешицы. В 1993—1996 годах в Стешицах был построен новый католический храм Преображения Господнего.

## Население
- 1866 год — 161  жителей, 164 домов[2]
- 1921 год — 280  жителей, 58 домов[3].
- 1931 год — 304  жителей, 61 домов[4].

## Культура
- Музей ГУО "Стешицкая средняя школа"

## Достопримечательности
- Католическая церковь Преображения Господнего (1996 год)